# Картаз
Картаз (порт. Cartaz) — лицензия на судоходство в целях торговли в Индийском океане, выдаваемая Португалией в 1502—1750 годах. Слово «картаз», возможно, имеет арабские корни.
Идея введения лицензий на мореходство в сфере влияния Португалии была выдвинута Энрике Мореплавателем в 1443 году. Португальцы стали выдавать лицензии на плаванья вдоль берегов Западной Африки, собирая налог, обычно 20% от стоимости груза (так называемая пятина (порт. o quinto)).
Система лицензий картаз, для обеспечения монопольной торговли специями в Индийском океане, была введена португальцами около 1502 года, когда в эти места вновь прибыл Васко да Гама во главе 4-й Индийской армады. Картаз выдавался администрацией в португальских факториях в Гоа, Малакке, Ормузе, Каннануре и Кочине. Корабль, отправившийся в плавание без картаза, рисковал быть захваченным португальцами, которые конфисковывали весь груз, а сам корабль могли просто потопить. Португалия ежегодно отряжала флотилии для патрулирования судоходство в Индийском океане. Известно, что выручка только от продажи картазов приносила королевству хороший доход.